# Daniel Jan Bijleveld
Daniel Jan Bijleveld (Gorinchem, 5 april 1791 – Den Haag, 4 februari 1885) was een Nederlandse jurist en politicus.

## Leven en werk
Bijleveld was een zoon van de advocaat en pensionaris van Gorinchem mr. Casparus Bijleveld en Elisabeth Maria van Swieten. Na zijn studie rechten vestigde hij zich als allereerst als advocaat. Zijn loopbaan bij de rechterlijke macht nam in 1813 een aanvang. Na diverse functies bij het arrondissement Den Haag te hebben vervuld werd hij president van deze rechtbank. In deze plaats werd hij gekozen tot lid van de gemeenteraad. Van 1840 tot 1861 was hij lid van Provinciale Staten van Zuid-Holland. In 1863 werd zijn vijftigjarig ambtsbediening als rechterlijk ambtenaar gevierd. In 1875 werd hij vanwege zijn ouderdom en ziekte ontslagen uit zijn functie. Bijleveld was Ridder in de Orde van de Nederlandse Leeuw (1843) en Commandeur in de Orde van de Eikenkroon (1863).
Bijleveld trouwde op 24 september 1828 met Maria Adriana Wilhelmina Elisabeth Pauw. Uit dit huwelijk werden elf kinderen geboren, waarvan er een op jonge leeftijd overleed. Hij is de grootvader van de liberale politicus en ondernemer Maarten Bijleveld.